# 古着屋総兵衛影始末
古着屋総兵衛影始末（ふるぎやそうべえ かげしまつ）は、徳間文庫から書き下ろしで刊行されている佐伯泰英の時代小説シリーズ。
第11巻の最後で「第一部 了」となる。2011年1月より『新・古着屋総兵衛』が新シリーズとしてスタートすることが佐伯通信創刊号で発表され、同年1月28日に新潮文庫より新装版「死闘!」「異心!」と共に『新・古着屋総兵衛』シリーズ1巻「血に非ず」が発売された。『新・古着屋総兵衛』シリーズの開始と同時に、新潮文庫から佐伯自身による校正を行った新装版が刊行されている。この新装版は、大きく手直ししたため、「完全版」といってよいものとなっている。。

## 概要
この小説は、徳川家康から影旗本として密かに徳川家を護持する事を命じられた鳶沢一族と時の権力者・柳沢吉保との暗闘が物語の主軸となっている。
富沢町の古着屋を、「武」と「商」に生きる鳶沢一族として描くこの物語の着想は、三田村鳶魚の『江戸語彙』にある「鳶沢某なる夜盗が家康に許されて鳶沢町を造ることを許され、古着商いの権利を得た」という、短い記述から得られた物だということである（1巻『死闘!』・11巻『帰還!』あとがき）。リサイクル都市であった江戸の古着の流通に携わった者たちは、かつては『水滸伝』に登場するような英雄豪傑であり、そんな武士（もののふ）が商人（あきんど）に変わった言い伝えを物語に発展できないかというのが、この作品を書く発端であったとしている（1巻『死闘!』あとがき）。
この『古着屋総兵衛影始末』が第11巻『帰還!』で第一部終了となったのは、シリーズを通しての宿敵である柳沢吉保の失脚が最大の原因であると書かれている。『帰還!』のあとがきは、構想を練って再び読者にお目にかかれる日が訪れることを切望している旨が語られて終わっている。2011年に発売された『帰還』の書き下ろし部分で、柳沢吉保との戦いの決着後、総兵衛が鳶沢村に隠棲し息を引き取るまでの様子や、商売の様態を変えた大黒屋のその後が書かれる。また、柳沢吉保が大黒屋へ100年に及ぶ呪いをかけるシーンも加筆され、これが『新・古着屋総兵衛』シリーズへと続く伏線となる。

## あらすじ
慶長8年（1603年）、徳川家康が造営に着手した江戸の町は、戦国の気風を残し、町に入り込んだ浪人や無頼の徒により無法の地となっていた。毒をもって毒を制すべく、家康と側近の本多正純は、江戸を荒らす盗賊の中で西国浪人鳶沢成元（とびさわなるもと）を捕えて、命を助ける代わりに無法者達を一掃させた。そして江戸の町に古着屋を開き、それを隠れ蓑に徳川家の密偵として情報収集をするよう命じた。
元和2年（1616年）、死の床にあった家康は、鳶沢成元を呼び出し、自分が葬られる久能山に所領を与え、その隠れ里の分家と共に、徳川家危急の折に働く隠れ旗本となる事を命じた。
家康の死から85年後の元禄14年（1701年）、江戸城中松之廊下で刃傷事件が発生した年からこの物語の本編は始まる。鳶沢成元が富沢町に開いた古着屋・大黒屋は、6代目の鳶沢勝頼が主人となっていた。大黒屋が影旗本として暗躍している事を知り、また古着屋としての大黒屋に集まる金と情報に目をつけた柳沢吉保が、その力を己の物とすべく、鳶沢一族に攻撃を仕掛けてきた。家康との密約を守るため、影旗本としての矜持を賭けた大黒屋総兵衛勝頼の戦いが繰り広げられる。

## 登場人物

### 大黒屋

#### 鳶沢一族
大黒屋 総兵衛（だいこくや そうべえ）
本名：鳶沢 勝頼（とびさわ かつより）。
隠れ旗本・鳶沢一族の6代目であり、古着問屋「大黒屋」の主人。
愛刀は徳川家康より授かった「三池典太」。他に相州鍛冶広光の脇差を差す事もある。祖伝夢想流の使い手であり、独自に「落花流水剣」を編み出す。
普段は、仕事よりも遊びが好きで茶屋遊びが本業と揶揄されるように本業の古着問屋には熱心でないように思われているが、その裏では徳川家を護持する影旗本として、厳しい武の鍛錬を欠かさないでいた。
幕府が出来て100年余り経ち、世界の情勢に取り残されそうになっている日本の行く末を思い、徳川家への新たな奉公の形として、巨大な商船・大黒丸を建造し、海外との交易に着手する。
享保17年（1732年）仲春（陰暦2月）のとある日に倒れ、2月14日の7つ半（午前5時頃）に死去。
笠蔵（かさぞう）
大黒屋の大番頭。大黒屋の裏表の実務の最高責任者。町の衆からは「おとぼけの笠蔵」と呼ばれる。道楽は薬草摘みで、大黒屋の庭に小さな薬草園を作っている。薬に詳しく、自分が作った薬を店の奉公人や町の住人に飲ませる事が趣味。その薬草園では毒草も栽培している。
大黒屋を江戸屋敷とするなら、鳶沢家の江戸家老に相当する。
駒吉（こまきち）
大黒屋の小僧。縄の扱いが巧みで、「綾縄小僧」の異名を持つ。2巻『異心!』で元服し、末席手代に昇進。19歳になった時には5尺8寸を超える偉丈夫に育っていた。小僧に上がったのは13の年で、当時は背丈は5尺3寸を越えていた。宝永4年（1707年）時点で22歳、6尺近い体躯となり、作次郎に劣らぬ力持ちになっている。
大黒屋に奉公に上がった頃から総兵衛とは一番うまがあい、供として従う事も多い。
当初は独断専行も多く、その行動が一族に危難をもたらすのではないかと危ぶまれていた。しかし、数多の戦闘を経験し、南洋への航海にも随身した結果、一人前の戦士として鍛え上げられた。
おきぬ
大黒屋の奥を取り仕切る女中。一族の長老の娘で一族の中でも一、二を争う小太刀の遣い手。浮世絵になった事もあり、「浮世絵おきぬ」とも呼ばれる。密かに総兵衛に想いを寄せていた。元禄16年（1703年）時点で24歳。
甲府への御用旅で信之助と心を通い合わせ（『朱印!』）、夫婦となる。
信之助（しんのすけ）
大黒屋の一番番頭。物語当初では27歳で、元禄15年（1702年）時点で32歳。
鳶沢分家の次男で、槍の名手。「三段突きの信之助」と呼ばれる。当初、まだ子のいなかった総兵衛は、自分の身に万一の事があった場合は、従兄弟である信之助を次代の総兵衛にするつもりで遺言書を用意していた。
密かにおきぬへの想いを抱いていたが、総兵衛の計らいで結ばれる事となる。おきぬとの祝言の夜、久能山の鳶沢村へ急遽出港する事となる。その後、琉球へ向けて出発、首里の大黒屋支店の設立を任される（『雄飛!』）。
国次（くにつぐ）
大黒屋の三番番頭。総兵衛、信之助に次ぐ祖伝夢想流の遣い手。商人に偽装して暮らす鳶沢一族の者は常に定寸の剣が使えるとは限らないため、その場にある道中差しでも脇差でも使えるようにと、小太刀の技も修得している。栄太郎の死後、二番番頭に昇格（『抹殺!』）。
又三郎（またさぶろう）
大黒屋の四番番頭。通称・風神の又三郎。風のように足が速く、身のこなしが変幻自在なため、この異名がついた。迅速果敢な小太刀の使い手。栄太郎の死後、三番番頭に昇格（『抹殺!』）。大黒丸の副船頭も務める。後に、主船頭に昇格。
駒吉とは取り分け仲が良く、隠れ御用を一緒に務めてきて、互いの気心を承知している。
磯松（いそまつ）
大黒屋の手代。一見優男だが、小太刀の遣い手である。反物や着物の流行り廃りを見通す眼力は大黒屋一で、京や大坂の呉服屋、古着屋にも一目置かれている。栄太郎の死後、四番番頭に昇格（『抹殺!』）。
稲平
大黒屋の手代。後に筆頭手代に昇進。
おてつ
大黒屋の古着担ぎ商い。一族の探索御用を務める。秀三とは実の親子。巧みな話術で他人の警戒心を解き、情報を引き出すのが得意。
秀三（ひでぞう）
大黒屋の古着担ぎ商い。探索の任務には母のおてつと共に行動する事が多い。豪力の持ち主。おてつが情報を聞き出している間、周囲を鋭く観察している。普段は馬鹿のふりをして行動している。
藤助
大黒屋の二番番頭。京都へ2,000両を運搬する途次、襲撃を受けて落命。栄太郎が療養のため鳶沢村に戻った後、三番番頭から二番番頭に昇格した。
作次郎（さくじろう）
大黒屋の荷運び頭。鳶沢一族の戦闘部隊の中核。身長6尺（約180センチ）余り。鳶沢一族でも第一の怪力で、薙刀を使わせたら右に出る者がいない武芸者。
晴太（せいた）
大黒屋の荷運び人足。足の速さは大黒屋一。
文五郎
大黒屋の荷運び人足。
およね
大黒屋の台所を仕切る勝手頭。
栄吉
大黒屋の小僧。宝永2年当時11歳。幼い頃から神がかった言動が見られた。丹五郎・恵三とともに伊勢参りに行った際、“影”との連絡に使う火呼鈴を持ち出し、大黒屋や柳沢の陰謀に加担する者達を翻弄する。火之根御子（ひのもとのみこ）として担ぎ上げられ、伊勢神宮に大勢の子供を引き連れるが、五十鈴川の突然の鉄砲水に飲み込まれ死亡。
父の松蔵は生まれつき左足が不自由で、江戸の富沢町に奉公に上がれず、それが原因で性格がねじ曲がっていた。
恵三
大黒屋の小僧。宝永2年当時12歳。栄吉・丹五郎と共に伊勢参りに行く（『熱風!』）。
鳶沢総兵衛幸綱
総兵衛の亡父。大黒屋・鳶沢家5代目。
琉太郎
信之助とおきぬの子。
春太郎
総兵衛と美雪の間に生まれた子。大黒屋・鳶沢宗家の7代目。成長後は鳶沢勝成（かつなり）と称する。鳶沢村で幼少期を過ごし、父の死後、総兵衛の遺言に従い江戸の富沢町に戻る。
あき
鳶沢村で隠棲していた時に産まれた総兵衛の長女。
仙右衛門
明神丸の船頭。作次郎の叔父。
錠吉
大黒丸に乗り組む一族の最長老。先代総兵衛から、お店奉公には向かぬとして明神丸の乗組員となる事を命じられる。以来、明神丸の船員として働く。後に大黒丸にも乗り組む。
夏吉郎（かきちろう）
駿府丸の船頭。総兵衛・信之助の従兄弟。駿府丸の荷を狙った江川屋による襲撃で命を落す（『停止!』）。
栄太郎
大黒屋の二番番頭。43歳。肺病を患い、鳶沢村に戻って静養に努めていた。算盤の栄太郎といわれるほど数字には滅法強い。夏風邪と思って医者にかかったら、労咳と診断された。後に肺炎を併発して死亡。
助次
大黒屋の小僧。るり救出の際に、甲賀遠雷組のお泉に刺されて死亡。
参造、奈良平、大和
大黒丸の遭難後、次郎兵衛とともに鳶沢村から来た増援の若者。16～18歳。大和は後に柳沢の手の者に殺害される（『交趾！』）。
桃三郎
大黒丸の先乗り方。平戸にいる間に異国の言語を習い覚えたため、通事（通訳）を務める。
豊太郎、善三郎、助茂
鳶沢村の若い衆。見習い手代。
喜一
大黒丸の水夫。カディス号との海戦で、檣楼で見張りをしていた際、砲弾を受け死亡。死体は信之助達に葬られる。
伍助
大黒丸の水夫頭。カディス号との海戦で、胸に砲弾の破片を受け重傷を負い、後に死亡。
芳次
駒吉の従兄弟。元禄15年（1702年）時点で14歳。江戸に出て、大黒屋の小僧として働く。
錠吉
大黒丸の水夫。カディス号との海戦で死んだ伍助に代わり、水夫頭となる。
新造
大黒丸建造のため、海外の造船技術や操船術を学ぶために長崎へ派遣された。大黒丸では操船方を務める。
正吉
大黒丸建造のため、海外の造船技術や操船術を学ぶために長崎へ派遣された。大黒丸では帆前方を務める。
はな
中古帯を商う博多屋がつぶれた後、買い取って開いた小間物屋「いとや」で祖母のおかつと共に働く娘。「いとや」には大黒屋の出先機関としての機能がある。
総兵衛幸綱（そうべえゆきつな）
鳶沢一族の5代目。勝頼の父。元禄4年（1691年）正月に死去。
萌（もえ）
勝頼の母。もとは小石川の水戸藩邸の女中。

#### 鳶沢一族以外
清吉（せいきち）
元・江川屋の手代。主の彦左衛門達の非情な遣り口を見過ごせず、そのために斬られたが、信之助達に助けられる。後に大黒屋の奉公人として迎えられる。拷問を受け、重傷を負った身を鳶沢村で癒し、また戦闘訓練を受け大黒屋の一員として活躍するようになり、大黒丸の副船頭として乗り組む事にもなった。
深沢 美雪（ふかざわ みゆき）
女剣士。登場時は、赤穂浪士の江戸入府を阻止する為に出羽米沢藩上杉家に雇われた刺客だった。
母は産後の疲れから亡くなり、父・秦之助は仕官の道を探す旅路で、路銀稼ぎに仙台の町道場を破った後、追ってきた門弟達に殺害される。
5歳の誕生日から父に剣術を教えられ、特に小太刀の使い方を習熟させられた。小柄な体を利して敏捷に動き、太刀を早く振って相手に最初の打撃を与える技を得意とする。
15歳で父を亡くし、父を殺した門弟を指揮した伊達藩家臣を殺した後、3年間武者修行の旅を続け、さらに2年後に米沢藩の江戸家老色部又四郎に雇われる。そこで大黒屋総兵衛と立会い敗れる（『異心!』）。
奉行所に捕われ拷問を受けた総兵衛を救出し看病した後で、再度の立会いを挑むが、完敗（『停止!』）。総兵衛の指示で鳶沢の隠れ里に赴き、そこで次郎兵衛の養女となる。
大黒屋の甲州での影働きに協力し、鳶沢一族の一員となる事を決意。宝永4年3月中旬過ぎ、総兵衛と祝言を挙げる。
総兵衛の子供を身籠り、総兵衛が遭難している間、跡取りとなる春太郎を出産する。
ちよ
甲府城下の湯村出身の娘。石工の棟梁をしていた父が怪我で体が不自由になり、働けなくなったため、口入れ屋の世話で江戸に働きに出ることになった。しかし、口入れ屋の正体は女衒で、女郎屋に売られそうになったところを総兵衛に助けられた。
後に大黒屋で働く事になる。大黒屋がただの商人集団でないことを承知しているが、それを口にする事はない。
伊三
荷運び人足。鳶沢一族の人間ではないが、若い頃から大黒屋に勤めてきた。
丹五郎
荷運び人足。黒烏の勘平に責め殺された兄の虎三の代わりに一家の稼ぎ手として大黒屋で働く。母の病気平癒のため、店の小僧の栄吉・恵三と共に、伊勢参りに行く（『熱風!』）。後に柳沢の手の者の襲撃を受け殺害される（『交趾！』）。
長八
丹五郎の弟。兄の死後、大黒屋で働く。
ひな
拷問を受けた総兵衛を看病していた時に美雪が拾ってきた黒猫。後に大黒屋の飼い猫となる。
池城安則（いけぐすく あんそく）
湊親方奉行支配下。尚国王の遠縁で唐名は尚玄。若王子と呼ばれる身分。大黒丸に乗り組む事になった10人の琉球の若者の1人。
幸地朝保（こうち ちょうほ）
湊親方奉行支配下。身の丈6尺豊かな青年。大黒丸に乗り組む事になった10人の琉球の若者の1人。

#### 鳶沢村
鳶沢 次郎兵衛（とびさわ じろべえ）
鳶沢村の分家の当主で国許を束ねる長老。忠太郎と信之助の父。
はつ
次郎兵衛の妻。
鳶沢 忠太郎
大黒屋の一番番頭の信之助の兄。鳶沢分家の長男。信之助は若くして江戸に出たが、分家の後継ぎとして鳶沢村に残った。後に大黒丸の主船頭になる。
るり
忠太郎の娘。元禄15年（1702年）時点で15歳。おきぬが結婚した後、江戸の大黒屋の奥向きを任される。甲賀遠雷組に誘拐され、美雪達が救出に来た際に殺害される（『知略!』）。
いせ
忠太郎の妻。
勧三郎
鳶沢村の名主。
光吉郎
久能山警護の番頭を務める壮年の男。
重次郎
鳶沢村の探索方。
峰太郎
鳶沢村の探索方。
雄八郎
藤助の末弟。宝永4年時点で14歳。
鳶一
紀州犬の血が混じった中型の犬。
鳶沢又兵衛
本家一族の老人。祖伝夢想流の継承者で、勝頼に秘技を伝える。

#### 琉球首里支店
又兵衛
鳶沢村を拠点に探索仕事に何度も従事した老練の者。大黒屋首里支店の開店のため信之助たちに同行する。
栄次
駒吉の弟。駒吉が幼くして江戸に奉公に出たあおりで17歳まで鳶沢村で悶々とした日々を過ごしてきた若者。首里支店の開店のため信之助たちに同行する。

### 本庄家
本庄豊後守勝寛（ほんじょうぶんごのかみ かつひろ）
幕府の大目付。3,200石の旗本。前職は京都町奉行。屋敷は四軒町にある。大黒屋がただの古着屋ではない事を勘付いている。総兵衛とは肝胆相照らす仲で、お互いに何度となく助け合う。
菊
本庄勝寛の妻。
絵津
本庄勝寛の長女。元禄16年（1703年）時点で16歳。許婚の米倉新之助が事件を起こして死んだ後、加賀前田家の江戸家老嫡男の前田光太郎と結婚。
宇伊
本庄勝寛の次女。元禄16年（1703年）時点で13歳。
川崎孫兵衛
本庄家の用人。

### 加賀藩
前田光悦
加賀藩江戸家老。絵津の舅になる。加賀前田家・門閥の人持組七十家の筆頭で、八家に次ぐ家系。
前田光太郎
絵津の夫。前田綱紀の御小姓組として仕える。25歳。
御蔵屋冶右衛門
前田利家以来の藩御用達商人。当代の冶右衛門は6代目。

### 影

#### 土屋家
第3巻『抹殺！』に登場。
土屋相模守政直
常陸土浦藩主。幕府筆頭老中。
土屋昭直
政直の長男。顔に残った疱瘡の跡がひどく人前に出られないため、家を弟に継がせ、“影”の任務を任された。
土屋定直
政直の次男。老中職にある父、人前に出られない兄に代わり、領内を巡回している。
伊達村兼光
馬庭念流の遣い手。土屋政直に雇われ、大黒屋への刺客を務める。伊達村は、牛込御門に町道場を構えて表の貌とし、裏では政直の極秘の任務をこなしてきた。
瑞眼太郎平
伊達村道場の師範代。千鶴殺害の下手人。
数馬柳之進
常陸土浦藩小姓頭。伊達村道場の塾生。信之助に拷問を受けて殺害され、江戸湾に沈められる。
伊勢屋亀右衛門
土屋家出入りの札差。“影”を資金面で援助する。

#### 六角家
六角 朝純（ろっかく ともずみ）
高家肝煎旗本。四位少将。総兵衛が土屋家の“影”と決別した後に現れ、影旗本としての任が続く事を告げる。
娘は能勢家に嫁入りした結佳。

### 道三河岸一派
柳沢吉保
物語当初の元禄14年時点では、御側御用人で、老中上座の柳沢保明。シリーズを通しての敵役で、大黒屋の古着屋総代としての財力と影旗本としての実力の双方を手中に収めようと企む。
柳沢吉里
柳沢吉保の嫡男。
柳沢長暢（ながのぶ）
柳沢吉保の次男。武川衆と暗殺隊の指揮を執る。
お歌の方
越後浪人下条親三郎の娘。柳沢吉保にその美貌と才気が気に入られ、別邸の駒込の屋敷を与えられる。猟官運動のために大名・旗本が吉保の上屋敷門前に行列する道三殿中に対し、江戸の商人達が頼みごとに訪れる駒込の別邸は駒込殿中と称された。お歌は、この駒込殿中に嘆願にくる者を応対し、一手に捌くほどの信を得ていた。
宝永2年の梅雨明け、夕食を摂った後に頓死。真相は、生かしておいては天下のためにならずとの総兵衛の判断により、毒殺された（『熱風!』）。
添田刃九郎
労咳を患う浪人剣客。先祖は西国の出。当人は深川の貧乏長屋で飢えのなかに生まれ育ち、幼き頃より生きるために人を殺める術を身につけ、独創殺伐の剣技を磨いてきた。その望みは、女のかたわらに身を横たえることと、己よりも強い剣者に出会うこと。大黒屋二番番頭の藤助一行を殺害。
隆円寺 真悟（りゅうえんじ しんご）
川越藩御番頭で家禄は630石。柳生新陰流の遣い手で、道三組の頭領。大黒屋襲撃に失敗し、道三組が壊滅した後、諸国を巡り、修行をしながら大黒屋を倒す為の策を何度も立てる。
宝永2年（1705年）、伊勢参りの集団を使い江戸で騒擾を起こさせる作戦の際、大黒屋の小僧の栄吉の幻術により、伊勢神宮の前を流れる聖なる川、五十鈴川の鉄砲水に飲み込まれる（『熱風!』）。一命をとりとめたが、頭髪は真っ白になり、左足が折れ曲がって松葉杖に縋って歩くしかない不自由な体に成り果てた。
イスパニアの海賊ドン・ロドリゴを雇っての大黒丸破壊作戦を決行し、大黒丸を大破させたが、船戦の際に総兵衛の放った矢で胸を刺し貫かれて死亡（『難破!』）。
白髪の臑造（しらがのすねぞう）
隆円寺真悟に雇われた柳沢吉保の密偵。背丈は5尺5寸余り、細身の体は全身鏨のように研ぎ澄まされている。28歳だが、老人と勘違いされるほどの白髪頭で、そのために白髪という呼び名がつく。
伊賀の放れ忍びの父親が、飯盛り女郎に産ませた子供で、臑造という名は「親の臑をかじることなく早く一人立ちせよ」との願いを込められて付けられた。
父とは13歳の夏まで一緒に放浪し、「忍びとは走ること」という基本から短刀の扱いをはじめとして、武芸百般の手解きを受けた。東海道の藤枝宿で、父親は若い飯盛り女を足抜けさせる際、臑造を捨てて姿を消した。以後、父から教え込まれた忍びの技を磨きながら、独り忍びとして身を立ててきた。
不自由な身となった隆円寺真悟と知り合い、密偵として雇われる。後、総兵衛との対決で右腕を失い、そのまま姿を消す（『難破!』）。
影山 陣斎（かげやま じんさい）
甲府藩の密偵頭にして、騎馬軍団の軍師。白髪頭に白髭の老人じみた風采だが36歳。
柿沢 伊賀之助（かきざわ いがのすけ）
武川衆暗殺組。柳沢吉保の影警護（かげとも）の頭分。
歌文次、おたつ（かぶんじ、おたつ）
密偵の夫婦。
鵜飼参左衛門
柳沢家新御番組670石。甲賀流剣法の達人。出自は甲賀53家でも名門の五姓家の1つ。
元は本所新町に屋敷を構える御家人で、永年の無役で貧乏暮らしが続いていたが、表高家の品川氏郷の仲介で柳沢家の用人と知り合いになる。それをきっかけに御家人の株を他人に譲り、柳沢家新御番組として仕官。吉保の影の護衛役を任じるほどの信頼を得る。
洞爺斎蝶丸（とうやさい ちょうまる）
甲賀五姓家の1つ、鵜飼衆時雨一族の頭領。4尺3寸の矮躯。両耳が大きく、丸い目玉も異様に飛び出した異相の持ち主。林崎流居合いの遣い手。
新典侍教子（しんてんじのりこ）
清閑寺親房（せいかんじちかふさ）の三女。吉保により将軍綱吉の妾として差し出される予定であった。その正体は甲賀時雨組の黒阿弥陀蓮女（れんにょ）。本物の教子は幼い時に病死。
紅蛇子（あかへび）
甲賀鵜飼衆時雨組の1人で蝶丸の娘。総兵衛の前に最初に現れた時は、おゆみと名乗った。
大起（おおだち）虎右衛門
時雨組の1人。7尺に近い巨躯の男。
梅天の昇竜
甲賀鵜飼衆遠雷組副首領。
お泉
昇竜の娘。
鹿家（しかが）赤兵衛
甲賀鵜飼衆遠雷組首領。柳沢吉保の斡旋で北町奉行所の諸問屋組合再興方与力となり、大黒屋潰しに動く。
柿沢 ゆき（かきざわ ゆき）
柿沢伊賀之助の娘。『帰還』の書き下ろしに登場。
柿沢 正人（かきざわ まさと）
柿沢伊賀之助の息子。『帰還』の書き下ろしに登場。
賀茂火睡（かもかすい）
陰陽師。『帰還』の書き下ろしに登場。柳沢吉保の命で、大黒屋に呪いをかける。
李黒（りこく）
風水師。『帰還』の書き下ろしに登場。柳沢吉保の命で、大黒屋に呪いをかける。

### 町奉行所
松前伊豆守嘉広（まつまえいずのかみ よしひろ）
南町奉行。大黒屋に好意的だったが、転任（『停止!』）。
保田越前守宗易
北町奉行。柳沢の意を受け、大黒屋から富沢町惣代の地位を取り上げる等、敵対的。宝永元年秋、留守居役の閑職に左遷される（『停止!』）。
犬沼勘解由
筆頭与力。北町奉行保田の腹心。
遠野鉄五郎
北町奉行所定町廻り同心。
半鐘下の鶴吉
遠野の配下の目明し。
奥村皓之丞（おくむら ひろのじょう）
御家人の三男。鹿島新当流の遣い手。27歳。犬沼が死んだ鉄五郎の代わりの配下とするため、遠野家の婿養子に迎え、奉行所の同心見習いとする。
弓
遠野鉄五郎の娘。16歳。
新堂鬼八郎（しんどう きはちろう）
天流の遣い手。遠野親子を失った筆頭与力犬沼が、自分の手下として奉行所の同心に採用した。
黒烏の勘平（くろがらすのかんぺい）
内藤新宿の十手持ち。
久本峯一郎（ひさもと ぶいちろう）
北町奉行所の諸問屋組合掛与力。大黒屋の商い停止（ちょうじ）と総兵衛と笠蔵の仮牢押込めを命ずる。停止が解けた後、全ての責を負わされて切腹（『停止!』）。
能勢式部太夫高茂
町奉行。京都町奉行に転任した後も柳沢の意を受けて大黒屋潰しに策動する。
坪内定鑑
北町奉行。柳沢の意を受け、大黒屋査察のために鹿家達を送り込む。
松野河内守助義
北町奉行。大黒丸遭難後に村上を大黒屋に差し向ける。
村上熊丸
奉行直属の筆頭手付同心。

### 幾とせ
千鶴
船宿・幾とせの1人娘。総兵衛の許嫁。総兵衛が16歳、千鶴が5歳の時に交わした結婚の約束を守ってきた。総兵衛の子を身籠っていたが、総兵衛が“影”の命に反したため、報復として惨殺された。
うめ
幾とせの女将で、千鶴の母。千鶴の死後、落胆していたが、湯治へ行く旅の途中の大磯で拾った捨て子・元太郎を跡取りとして育てることを決意する。
勝五郎
幾とせの老船頭。

### 古着商
駿府屋繁三郎
富沢町の古着商。総兵衛の義兄。大黒屋の力を狙う道三河岸一派の手により殺害される。
まき
駿府屋繁三郎の女房で、総兵衛の実姉。
江川屋彦左衛門（先代）
人徳の士として知られ、富沢町で慕わぬ者は無かった人物。7年前に急死。1年も経たない頃、後家のつたと出入の担ぎ商いの得三が再婚し名主職に就いた。
江川屋彦左衛門
本名・松太郎。京都で修行していた先代の遺児。柳沢吉保の意向で4代目彦左衛門となり、同時に富沢町惣代に就任。
京で修行していたじゅらく屋から店員を引き抜いてきたが、商売が上手くいかず、遂には大黒丸の商品を奪うため駿府丸船員殺害に手を染め、総兵衛に殺される。
佐蔵
江川屋番頭。
勤太郎
佐蔵の倅。父に代って江川屋を仕切る。
佐助
京都のじゅらく屋の番頭。
崇子（たかこ）
113代東山天皇の近臣、中納言坊城公積（ぼうじょうきんつみ）の次女。先の朝廷勅使柳原前大納言資廉（すけかど）は叔父にあたる。江川屋彦左衛門（松太郎）の子を身籠り、江戸に来てその子を産む。江戸での暮らしが成り立つよう手を回してくれた総兵衛に恩を感じ、後に大黒屋のために様々な尽力をする。
坊城 佐総（ぼうじょう すけふさ）
崇子と江川屋彦左衛門（松太郎）との間に産まれた子。名付け親は総兵衛。

### 船大工
統五郎
竹町河岸の船大工の棟梁。造船場は竹町ノ渡しの下流にある。明神丸を造ったのは先代の統五郎と、当時まだ浜吉という名だった頃の今の統五郎。
箕之吉
統五郎の弟子。大黒丸の建造に携わる。大黒丸の造船前に鳶沢一族の新造と正吉と一緒に長崎に遊学、最新の異国の船の構造を勉強し、色々な用具を買いこんできた。その体験を考慮されて、大黒丸の試し航海から最初の航海にも乗り組んできた。
大黒丸がカディス号との戦いで大破した際には、南海の孤島で材料を調達して大黒丸の修復・改良を行なった。
與助
品川宿で名人といわれた大工の棟梁・参五郎の倅。統五郎の弟子。箕之吉が働き始めて3年後に弟子入りしてきた。箕之吉より5歳上だが、箕之吉と違い腕前の進歩は遅く、性格が暗く口が重いため仲間にも疎んじられていた。統五郎に腕を認められ、大黒丸に乗るよう命じられるが、女郎に売られた妹のおつやを隆円寺に人質にとられ、大黒屋を裏切る。
父の参五郎は、事故で体が不自由になり、弟子が去った後、同業の棟梁に頭を下げることを良しとせず、船大工の統五郎親方に弟子入りさせた。

### その他
御用聞きの左近
下柳原同朋町の御用聞き。若い頃に背中に助六の彫り物を入れたほどの芝居好きで、別名・歌舞伎の左近。南町奉行所の定町廻り同心・笹間佑介から鑑札をもらっており、女房に船宿をやらせて自分は捕物に専念している。
さき
左近の女房。
加納十徳
家伝の明正意心流の継承者。もとは三州吉田藩の畳奉行で64石の家。弟子であり衆道の仲である祐太郎と共に仇討ちの旅に出た。若年寄・久世の用人に雇われて、絵津暗殺の一行に加わる。
丸茂祐太郎
加納の配下で明正意心流の弟子。十徳とは衆道の仲。嫁のきさと不倫の仲となった若党・佐々木保に父親を殺され、妻仇討ちと父親の仇を討つ旅に出る羽目になる。
柳生宗秋
尾張柳生の家系で、柳生連也斎が妾に産ませた子。妾腹ということで疎んじられてきた存在。
堀内伝蔵
鹿島新当流の達人。犬沼の同門で、奥村皓之丞の師。祖伝夢想流の遣い手である総兵衛に興味を持ち、立ち合いを挑む。
五百鈴
仙洞御所を追放になった女官。御所を放逐されて後、遊女に身を落す。その後、京都町奉行であった能勢式部太夫の愛妾となる。また生島半六を篭絡し、かつて自分を袖にした市川団十郎への復讐に利用する。
十一屋海助（といちやかいすけ）
本郷菊坂町の口入れ屋。大名家の中間小者を仲介しながら、高利の金貸しをしている。屋号の「十一屋」は金を貸す際に10日に1割の高利をとったことに由来する。妾のいねを使って、大黒屋の荷運び人足の丹五郎を唆し、伊勢参りに行かせる。
杉野武三
小人目付。
桂木和弥
本所奉行所の本所方与力。新開地廻りの勤めに常々不満を抱いていた。放心流の遣い手で免許持ち。
加賀湯の夏六
桂木の手先を務める岡っ引き。深川は仙台堀の万年町で女房に加賀湯という湯屋をやらせ、自分は十手を振り回して御用を勤めている。異名は「泥亀の夏六」で、金次第で無実の者を罪人にし、人殺しをも見逃す。
種五郎
大黒屋の荷運び頭・作次郎の実の弟。鳶沢一族の血筋だが、仲介する人があって佃島の白魚漁師の娘つると結婚。先代の総兵衛に、一族への奉公を免除されるが、大黒丸への査察をかわす際に協力をする。
品川氏郷
表高家。代々300石の家柄。甲賀鵜飼衆を柳沢吉保と引き合わせる。
久世大和守重之
若年寄。本庄家と加賀前田家が結びつく事を危惧した柳沢の意を受けて、絵津の命を狙う。
丹後賢吉
久世大和守の用人。
三井八郎右衛門高富（たかとみ）
呉服屋。三井高利の次男。大黒屋と提携する。
清右衛門
越後屋番頭。
ドン・ロドリゴ
マカオを拠点にした海賊船、三檣帆船のカディス号船長。イスパニア国出身のアラゴン人。南シナ海から東シナ海を航海する商船を襲う海賊で、稀代の船戦上手。乗り組む船員も残忍非道の兵ばかりで、ガレオン帆船を小型にした船足の早いカディス号は大黒丸よりもかなり大きく、舷側も高い。
長崎沖での密輸を黙認してもらう約束と引き換えに、隆円寺による大黒丸襲撃計画に協力する事を引き受ける。大黒丸との戦闘で船に大ダメージを受けるが、沈没は免れ、補修のために寄港した事が後で知れる。
マクレガー侯爵。
大型帆船エジンバラ号の船長。通称キャプテン・マック。
大黒丸の増強に関するアイディアを提供した他、長距離重砲6門を総兵衛に譲渡する。その代わりに大黒丸との定期交易の約定を結ぶ。
グェン・バン・ファン
交趾（現在のヴェトナム）のツロンの有力者で交易商人。先祖は日本の西国のさる大名家に仕えていた。代々今坂理右衛門を名乗っており、現在は6代目。交趾に住み暮らしてきたグェン家は、安南政庁の代理人であると同時に、交易商人でもある。
グェン・ヴァン・タム
ファンの倅。7代目理右衛門。安南政庁に仕える。
ソヒ
グェン家の孫娘。

## 用語
鳶沢一族
江戸時代初期の元西国浪人の盗賊・鳶沢成元を祖とする一族。捕えられた後、助命と引き換えに江戸を跋扈する盗賊や無法者を一掃する事を家康に命じられる。それを成した後、江戸の町に古着商いをする権利を与えられ、日本橋鳶沢町総代の大黒屋総兵衛成元となる。家康の臨終の際、久能山の裏に領地を与えられ、墓所を守る裏門衛士としての役割を与えられる。
家康の亡骸が久能山から日光東照宮に移された後も、鳶沢一族は久能山裏手の拝領地・鳶沢村で暮らし、江戸の古着問屋・大黒屋は本家として徳川家を護る影旗本となった。
当主は、影の旗本として秘密を共有する伴侶を一族の中から選ぶという不文律がある。しかし、6代目の総兵衛勝頼の代から、その不文律は破られる事となった。
3代目総兵衛は、島原の乱にて戦死。この時、一族の戦力も3分の1にまで減った。
富沢町の大黒屋と鳶沢村との間で定期的に人の往来があり、そのために東海道筋の各宿場には大黒屋指定の旅籠があった。そこに行けば、どんな場合も寝床と食事にありつけ、後から来る者への連絡なども残しておけた。また旅籠から富沢町に、または鳶沢村に急ぎの使いも立てる事が出来た。これはいわば鳶沢一族の"本陣"と呼ぶべきものであり、連絡網であった。
荷運び人足達は、大黒屋の商品を水運や陸運で輸送する者達だが、同時に鳶沢一族の戦闘中核部隊でもあり、大名家で言えば御番組、御小姓組といった旗本衆であった。
大晦日から正月に変わる刻限には、大黒屋で鳶沢一族の結束の儀式が行なわれる。新年の七つ時分（午前4時）に地下の大広間に海老茶の戦衣に身を包んだ江戸の鳶沢一族が集まり、頭領・鳶沢総兵衛勝頼とともに先祖の霊に影の任務を改めて誓う。
11巻『帰還!』で、大黒丸による海外交易で商いを拡大する事になった大黒屋は、仕入れた商品を江戸では、布に類する物は三井越後屋を中心に卸し、工芸品、美術品、雑貨の数々は、大黒屋の直営店を造り江川屋の崇子を主に据えて販売する。その他、京はじゅらく屋、加賀藩は御蔵屋を拠点にして商品を捌き、さらに一部は琉球の首里の出店で売り捌き、残りはルソン、安南を初めとする交易地の貿易商と取引する事とした。そして、一族の根拠地を久能山裏の鳶沢村と琉球首里に移し、富沢町の店は分家の次郎兵衛と鳶沢村の人間を主と奉公人とし、大番頭の笠蔵は次郎兵衛に代わって、鳶沢村の差配をするというように、大きくその陣容を変える事となった。
大黒屋
古着屋が集まる日本橋富沢町の古着問屋。かつて家康から古着商いの鑑札を与えられた鳶沢甚内が開いた店。古着商いが盛んであった江戸の町で莫大な利益を上げていた。
鳶沢一族の江戸での拠点で、鳶沢一族の活動資金を調達し、情報を収集する"江戸藩邸"に相当する。
入掘に面して浜町通りと富沢町を2つに分ける通りの角地に建つ。敷地は625坪25間四方で、四周は漆喰造り、2階建ての店と蔵がロの字型に連なって固めていた。店の2階は住み込みの奉公人の住まいで、隣家に接した奥の二辺には蔵が並ぶ。店と蔵に囲まれた庭の中央に"本丸"に相当する総兵衛の住まいが位置して、渡り廊下で店と結ばれていた。そして庭には老樹や庭石が巧妙に配置されて、敵方の侵入を防ぐ要塞となっていた。
総兵衛の住まいの居間にある南蛮渡りの違い棚の引き戸を操作すると、地下へ通じる隠し階段が現れる。大黒屋の敷地の下に、奥行き5間・幅3間の隠し水路が引き込まれて、蔵に見せかけた地下の舟着場に通じる。他にも一族の者たちが集まる大広間と道場を兼ねた板の間、武器庫、富沢町の古着屋数軒に通じる通路もあった。これらの古着屋は一族の者が商人に成りすまして商いをしている。
店の前を流れる入掘に架かる栄橋下には、"本丸"下の船着場に通じる隠し水路が掘り抜かれ、船の出入りが自由にできるようになっている。
地下室の大広間は、武術の稽古も出来、上段の間には2羽の鳶が飛び違う家紋の双鳶が描かれている。また、初代鳶沢総兵衛成元の座像と、南無八幡大菩薩の掛け軸や南蛮拵えの具足が飾られている。刀掛には4尺の馬上刀と脇差が掛けられ、壁には槍・薙刀・鎖鎌・木剣などが掛けられている。
大黒屋に寝泊りするのは一族の者に限り、それ以外の奉公人のための長屋を富沢町にほど近い高砂町に持っている。
駿府鳶沢村
久能山の鳶沢一族の隠れ里。鳶沢一族の国許に相当し、新たな戦士と奉公人を供給する機能を有している。大黒屋に働く中核の者たちは駿府の鳶沢村で生まれ育った一族の者に限られ、幼い時から男子も女子も武芸百般と商いの基礎を習わされ、12～13歳になると江戸の富沢町の大黒屋に修行に出される。また、一族の者は戦で負った傷は自分で治す知恵を伝承される。
次郎兵衛の屋敷の敷地に一族の者が鍛錬するための道場がある。
鳶沢村の一族は、徳川家の聖地というべき久能山の影の衛士を任じるとともに、西国大名の動静にも気を配っている。
一族の子供が七つになった夏には、「久能山巡りの肝試し」と呼ばれる久能山の霊廟へのお札納めの行事に参加しなければならない。それは月明かりも星明りもない丑の刻（午前2時）に1人ずつ村から久能山の裏道伝いに上がるというもので、子供の中には怖さに泣きながら山に入る者もおり、中にはお札納めが出来ずに戻ってくる子供もいた。親が説得してもどうしても出来ない子もいるが、その場合は来年までの持ち越しとなり、その親子は辛い一年を過ごすことになる。
影
隠れ旗本の鳶沢一族に指令を与える存在。鳶沢一族が動く時は、影が指令を発した時のみという安全策を講じ、影と鳶沢一族は、1つの頭と1つの体を別々にされて謀叛を起こさぬように互いを監視させてきた。初代の“影”は本多正純。正純の失脚後は徳川譜代の臣の1人に受け継がれ続けてきた。総兵衛を呼び出す時は、“やはち”の崩し文字のある呼び出し状が届けられた。“やはち”とは初代の影、本多正純の幼名弥八郎からきている。影との対面の場は、徳川家の菩提寺である三縁山増上寺東照宮の拝殿。
総兵衛勝頼が“影”である土屋一族と決別した後、第2の“影”が彼の前に現れ、影旗本の働きは続く事を告げる。第2の影とは水火2つの呼鈴を神君家康の所縁の地で鳴らし合う決まりごととなった。
祖伝夢想流
鳶沢一族に伝わる戦場往来の中から編み出された剣法。間合いと時の流れを読んで、時にゆるやかに舞うように、時に光の如く迅速に変幻自在に太刀を振るう。その秘伝は連環した円の動きにあり、どこが起か結か、判然としない動きにこそ戦いの活路があると教えた。円運動を一定の律動をもってなし、永久の運動から無限の力が生み出される剣法である。
落花流水剣
総兵衛が伝来の祖伝夢想流を工夫して編み出した独創の剣。落花が流れる水に添うように、流水もまた落花を乗せて流れたいように、自然に動き、間と時が溶けあった瞬間に生死の境を求める剣技。一見ゆるやかに動いているようだが、相手の呼吸や動きを読んで間合いに入り、気付いた時にはゆるやかに舞い動く剣は間合いを切って迫ってくる。その動きには始まりも終わりもなく、ゆるやかな律動のなかに無限の運動だけがある。
三池典太光世（みいけでんたみつよ）
総兵衛の愛刀で、かつて鳶沢成元が徳川家康から拝領した大黒屋に伝わる名刀。平安時代末期の刀工で筑後の住人三池典太光世が鍛えた刀。豊臣方に内通していた者の首を刎ね斬った後に成元に託された。茎に葵の紋が刻まれており、葵典太とも呼ばれる。刀身2尺3寸4分（約70センチ）。
銀の長煙管
総兵衛の愛用の煙管。時に、武器として使用する。
馬上刀
祖伝夢想流の稽古のための刀。刀身は4尺で、重量は1貫（3.75キロ）を越える。総兵衛は落花流水剣の鍛錬のため、この馬上刀を片手で緩やかに素早く振る修行を毎朝何百回、何千回と繰り返している。
初代鳶沢総兵衛成元の座像
大黒屋の地下室に据えてある木像。総兵衛は迷いがある時、この像に対坐して己の心の裡にある初代成元と会話する。
家康の書付
家康の花押が割り印となっている2通の書状。1通は総兵衛を世襲する者が、もう1通は本多正純から託された譜代の旗本が、代々受け継いできた影旗本の証。「神君様の御起請文」と呼んでいる。影からの呼び出しがあった際、影と総兵衛がそれぞれ自分の所持する書付を取り出し、割り印を合わせる事で相互の身の証としている。
火呼鈴（ひこれい）・水呼鈴（すいこれい）
家康より拝領の水火一対の呼鈴。与えられた水火の一対の呼鈴が響きあうことで、“影”である証明とする。土屋家の“影”と決裂した後、もう1つの“影”である高家・六角朝純との連絡に使用される。総兵衛が火呼鈴を、“影”が水呼鈴を持つ。
明神丸
大黒屋の持ち船の弁才船。普段は京都・大坂と江戸を往復して古着を運ぶ。
駿府丸
分家の持ち船。100石積み。犬沼に唆された江川屋彦左衛門が雇ったやくざ者達の襲撃を受け破壊される（『停止!』）。
幾とせ
思案橋際の小網町にある70余年の老舗の船宿。総兵衛の許婚・千鶴はこの船宿の一人娘。
海馬
ツロンで見た小舟に着想を得た船大工の箕之吉が、竹と皮で作った軽舟。骨組みは竹で作られ、その骨組みの周りに大黒丸がツロンで買い求めてきた海豹の皮がぴーんと張られている。3人ほどが座って乗舟し、6尺ほどの櫂で左右に漕ぎ分けて進む形式で、櫂の両端には掌のような水掻きが付けられている。総兵衛は、この舟で戦う戦隊を組織し、それを海馬軽舟隊と名付ける。
道三組
川越藩の下士の次男三男と募集した浪人で組織した柳沢吉保の戦闘部隊。頭目は隆円寺真悟。大黒屋との戦いで壊滅する。
武川衆
北巨摩郡武川村を領地にしていた集団で、甲州武田軍団の中でも赤備えの軍装で戦場を駆け巡り、敵方に武川衆ありと恐れられた。この1人、横手源七郎信俊が吉保の祖父に当たる。
頭分は柳沢幻斎惟親（これちか）・小太郎宣元（のぶもと）親子。他に風布七人衆と呼ばれる曲淵剛左衛門・曾雌孫兵衛・飯坂一郎太と、若手の黒米弥衛七・節村端五郎・峰岸龍平・市橋九郎三郎がいる。
鉄甲船団
大黒丸を捕えるために柳沢吉保が建造した船団。8丁の櫓で漕がれ、鉄の輪を付けた槍の穂先で大黒丸の舷側を打ち破る算段で、槍船の他に油を船体一杯に積んだ火船や梯子船も用意して、大船の大黒丸を囲んで掴まえる作戦であった。甲賀忍びの鵜飼衆が乗り組み大黒丸に挑むが、西洋式大砲の斉射の前になす術無く全滅する。
大黒丸
大黒屋の新船。総兵衛が奉行所に囚われ拷問を受けた際に、その着想を得た。
船長83尺、総船長137尺、船腹33尺、2本の主帆柱は120余尺、石高は2200を超える。西洋帆船のような下船梁（竜骨）があり、2本柱の船体には、三角帆の補助帆が水押に張られている。主柱は固定式で、薩摩の屋久の千年杉の巨木を使い、元の太さは2尺余もあった。この帆柱に四方から無数の麻縄が張線として補強されている。滑車で吊り下げられた三段の横帆で微風をも確実に拾い、逆風のときでも帆の調整で進みあがる間切り航海を可能にした。
薩摩樫で造られた舵は船尾材に固定され、艫櫓で操船が可能。固定式にしたため、舵の保持力と利きが格段に飛躍している。
船首櫓は、水密性を高めた防水性の甲板が張られ、その下に船室が設けられ、船員が長期間の航海ができるようになっていた。甲板の下には細かく区分された船倉が並び、1つの船倉に水が入っても全ての荷に損害が及ばぬように施され、船内に簡単に海水が入り込まないように創意されていた。また、甲板が張られたため船上に広い空間が出来、拡帆の作業などを容易にした。水密甲板は、船首部・主船体・船尾部の高さの違う場所の全てを覆っていた。
船尾船室は何層にも分かれて、大黒丸の主船頭らが乗り組む船の中枢部であった。この船室の上に艫櫓があって、大黒丸の操船が行なわれた。艫櫓下には、賓客が乗船したときに使われる十畳ほどの広さの二之間付きの船室もある。
船首には、鳶沢一族の印である双鳶の像が据えられている。
台所にも集まりにも使われる大部屋には、3つの大きな卓が固定され、1つに10人ほどが座れる大きな卓の縁には荒天で船が揺れても食器が落ちないような滑り止めが設えられている。
長崎で造船技術を学んできた新造らのもたらした、天儀、時計、望遠鏡、測量器、海図の写し等も備わっている。また、船大工の箕之吉は、航海しながら破損した箇所を修理する技術を学び、そのための道具類を購ってきている。航海には、三十二位南蛮磁石や十二位和型磁石など、幾つもの機器を使用する。
青島ではフランスの商船から8門の中空金属球に火薬と散弾を詰めた爆裂りゅう弾を撃つ大砲を購入し、大黒丸の両側舷側に4門ずつ装備した。大砲は1門80余貫の軽砲と百数十貫の重さの重砲で、車輪付きの台車に載せられている。普段は舳先櫓下と主帆柱下の武器庫に収納されていたが、船戦に迅速に移行できるよう砲架台と車輪付きの砲台を組み合わせる方法を考え出された。
4門すべてが大黒丸の左右の舷側に設置され、砲身が自在に前後し、15度ほどだが、砲身を左右に振られる工夫も加えられた。右舷の舳先下の固定砲が一番重砲、移動式の軽砲が二番砲、三番砲、高艫櫓下の固定重砲が四番重砲。左舷が、舳先から艫へ五番重砲、六番砲、七番砲、八番重砲と呼び名をつけられた。
カディス号との海戦を経験し、またマクレガー侯爵の援助により、武装にはさらに改良が加えられる事になる。甲板上に装備された重砲4門のかたわらに砲弾庫を設けて、さらに迅速な砲撃を可能にし、砲身を支える車輪付きの台車も砲口が90度ほど角度を素早く回転させ、上下を自在に変えられるように改善を加えた。
船首から両舷側、船尾と船縁の強度を増すように竹囲いを装着し、銃弾避けや、船腹を付けての戦でも直ぐには大黒丸に乗り込めない逆木とした。また、三段帆から二段帆に変更。
4門の軽砲を舳先下と高艫櫓の客之間下船内に移し、1門ずつが舳先と船尾の左右の船内砲架に移動された。船腹に四角の窓の砲門が開けられ、海面近くから砲身を突き出して砲撃できるように工夫された。平時の航海では砲身は船内に隠し、砲門には蓋がされた。
右舷の一番固定重砲と五番固定重砲、左舷側の六番、十番砲の固定式重砲はそのままにして、その間にマクレガー侯爵から譲り受けた射程の長い新たな長距離砲が3門ずつ並べられた。
大黒丸を停泊させるための船隠しの入り江は、浦郷村の深浦湾にあり、地元の漁師達から年貸し100両で借り受けている。

## 作品リスト
1. 死闘！（2000年7月15日）ISBN 4-19-891340-4
2. 異心！（2000年12月15日）ISBN 4-19-891418-4
3. 抹殺！（2001年4月15日）ISBN 4-19-891485-0
4. 停止！（2001年7月15日）ISBN 4-19-891536-9
5. 熱風！（2001年12月15日）ISBN 4-19-891624-1
6. 朱印！（2002年6月15日）ISBN 4-19-891720-5
7. 雄飛！（2002年12月15日）ISBN 4-19-891809-0
8. 知略！（2003年7月15日）ISBN 4-19-891913-5
9. 難破！（2003年12月15日）ISBN 4-19-891984-4
10. 交趾！（2004年6月15日）ISBN 4-19-892073-7
11. 帰還！（2004年12月15日）ISBN 4-19-892166-0

1. <新装版>死闘！（2008年1月）ISBN 978-4-19-892722-6
2. <新装版>異心！（2008年1月）ISBN 978-4-19-892723-3
3. <新装版>抹殺！（2008年2月）ISBN 978-4-19-892742-4
4. <新装版>停止！（2008年2月）ISBN 978-4-19-892743-1
5. <新装版>熱風！（2008年3月）ISBN 978-4-19-892755-4
6. <新装版>朱印！（2008年3月）ISBN 978-4-19-892756-1
7. <新装版>雄飛！（2008年4月）ISBN 978-4-19-892767-7
8. <新装版>知略！（2008年4月）ISBN 978-4-19-892768-4
9. <新装版>難破！（2008年5月）ISBN 978-4-19-892781-3
10. <新装版>交趾！（2008年5月）ISBN 978-4-19-892782-0
11. <新装版>帰還！（2008年6月）ISBN 978-4-19-892799-8

- 新潮文庫版

1. 死闘（2011年1月28日）ISBN 978-4-10-138035-3
2. 異心（2011年1月28日）ISBN 978-4-10-138036-0
3. 抹殺（2011年2月26日）ISBN 978-4-10-138037-7
4. 停止（2011年2月26日）ISBN 978-4-10-138038-4
5. 熱風（2011年4月1日）ISBN 978-4-10-138039-1
6. 朱印（2011年4月1日）ISBN 978-4-10-138040-7
7. 雄飛（2011年4月26日）ISBN 978-4-10-138041-4
8. 知略（2011年5月28日）ISBN 978-4-10-138042-1
9. 難破（2011年6月26日）ISBN 978-4-10-138043-8
10. 交趾（2011年7月28日）ISBN 978-4-10-138044-5
11. 帰還（2011年8月28日）ISBN 978-4-10-138045-2

- 古着屋総兵衛 初傳

1. 光圀（2015年3月28日）ISBN 978-4-10-138034-6 - 新潮文庫100年特別書き下ろし作品